# Andrena critica
Andrena critica là một loài Hymenoptera trong họ Andrenidae. Loài này được Mitchell mô tả khoa học năm 1960.